# Núcleo Amador de Investigação Arqueológica de Afife
O Núcleo Amador de Investigação Arqueológica de Afife (NAIAA) é uma associação que tem por fim a defesa, protecção, estudo e divulgação do património cultural e natural, património construído, histórico e arqueológico, meio ambiente e conservação da natureza e ainda a formação, informação e promoção da qualidade de vida da população, particularmente dos jovens.

## Histórico
Esta Associação foi oficializada em 18 de fevereiro de 1980, conforme se pode verificar no Diário da República Nº 66 da III Série de 19 de março de 1980.
O "motor" que levou à criação posterior da Associação, aconteceu quando Horácio Faria e João Ferreira encontraram no Monte de Santo António, um apoio central de uma casa castreja e junto dessa alguns fragmentos de cerâmica e material litíco, que foram guardados na casa de Horácio Faria. A esta descoberta, seguiram-se outras, o que levou a pensar-se em formar um núcleo de arqueologia em Afife.
Em Novembro de 1978, a Junta de Freguesia cede as instalações, onde outrora tinha funcionado o Museu Etnográfico, com o objectivo de se reunir lá todo o espólio recolhido e onde os afifenses e não só, pudessem admirar o espólio dos seus antepassados.
Outro factor, que também contribuiu de forma determinante para a formação do NAIAA, foi sem dúvida a riqueza, em termos de património cultural e natural, de que é dotada a freguesia de Afife.

## Fundadores
- Horácio Joaquim Bacelar e Faria
- Simão Gomes de Amorim
- Manuel Teixeira da Silva
- José Carlos Rodrigues da Silva
- Jorge Manuel do Rego Alves Arezes
- David de Meira Freitas
- Margarida Maria Pereira Verde
- Simão Daniel Moreira Alves
- Álvaro Alves Dinis
- Constantino Félix Fernandes